# Gemeinsames Extremismus- und Terrorismusabwehrzentrum
Das Gemeinsame Extremismus- und Terrorismusabwehrzentrum (GETZ) ist ein Arbeitskreis von über 40 deutschen Bundes- und Landesbehörden zur Abwehr von Rechtsextremismus, Linksextremismus, Ausländerextremismus sowie Spionage und Proliferation.
Sitze des GETZ sind die Standorte des Bundesamts für Verfassungsschutz und des Bundeskriminalamts in Köln bzw. Meckenheim.

## Ziele
Das GETZ erweiterte das „Gemeinsame Abwehrzentrum Rechtsextremismus“ um die neu hinzugekommenen Bereiche Linksextremismus, Ausländerextremismus, Spionage und Proliferation. Ziele des Zentrums sind:
- Optimierung des Informationsflusses zwischen Polizei und Verfassungsschutz,
- optimierte Möglichkeiten des persönlichen Austausches,
- Bündelung von Phänomenexpertise,
- Stärkung der Analysekompetenz,
- Früherkennung möglicher Bedrohungen,
- Erörterung operativer Maßnahmen

Wie schon bei den US-amerikanischen Vorbildern (Fusion Center) wird keine Aussage dazu gemacht, wie Fehlentwicklungen verhindert werden, beispielsweise ein sogenannter Mission Creep, also wie ein Verwenden der Strukturen für andere Ziele unterbunden wird.

## Geschichte und politische Diskussion
Nach vorliegenden Informationen ist das GETZ die dritte Einrichtung dieser Art, in der sich Polizei und Geheimdienst von Bund und Ländern und weitere Behörden austauschen sollen. Im Bereich Islamismus wurde 2004 das Gemeinsame Terrorismusabwehrzentrum (GTAZ) mit Sitz in Berlin und 2007 das Gemeinsame Internetzentrum (GIZ). Nach dem Bekanntwerden der Aktivitäten des Nationalsozialistischen Untergrunds kam im November 2011 das Zentrum gegen Rechtsextremismus (GAR) hinzu. Das GAR ging am 15. November 2012 im neu gegründeten GETZ auf.
Aufgabengebiet des neuen Fusion Centers sind die „Phänomenbereiche Rechtsextremismus/-terrorismus, Linksextremismus/-terrorismus, Ausländerextremismus, Spionageabwehr und Proliferation“.
Erst knapp zwei Wochen vor der Eröffnung hatte das Bundesinnenministerium die Länder in einer Schaltkonferenz über die Eröffnung des GETZ informiert. Der nordrhein-westfälische Innenminister Ralf Jäger (SPD) sprach von einem „Alleingang“, „Schnellschuss“ und „PR-Gag“ von Bundesinnenminister Hans-Peter Friedrich. Viele Ländervertreter sahen sich nicht einbezogen.
Das Zentrum wurde am 15. November 2012 in Köln eröffnet. Seine Etablierung geht maßgeblich auf das Betreiben von Bundesinnenminister Friedrich zurück. Er sah die Notwendigkeit eines solchen Zentrums als Reaktion auf das weitreichende Versagen und mangelnde Kooperation verschiedener Behörden bei der Aufklärung der NSU-Terrorzelle.

## Struktur
Der Sitz des Zentrums wurde so gewählt, dass es sich in räumlicher Nähe zu den Hauptakteuren, dem Bundesamt für Verfassungsschutz und dem Bundeskriminalamt befindet. Beteiligt sind nach Aussagen des BfV:
- Bundeskriminalamt (BKA), Bundespolizei (BPOL), Europol, Generalbundesanwalt (GBA), Zollkriminalamt (ZKA)
- Bundesamt für Verfassungsschutz (BfV), Bundesnachrichtendienst (BND), Militärischer Abschirmdienst (MAD)
- Bundesamt für Migration und Flüchtlinge (BAMF), Bundesamt für Wirtschaft und Ausfuhrkontrolle (BAfA)
- Landeskriminalämter (LKÄ) sowie Landesverfassungsschutzbehörden (LfV)

In dem Zentrum sollen Ergebnisse der Nachrichtendienstlichen Informations- und Analysestelle für Rechtsextremismus/-terrorismus (NIAS-R) und der Polizeilichen Informations- und Analysestelle (PIAS-R) zusammengebracht werden. Die Anzahl der Teilnehmer an Sitzungen ist dabei unklar, zur Eröffnung wurde in Regierungskreisen eingeräumt, dass die bis zu 40 am GETZ beteiligten Behörden in manchen der von ihnen bearbeiteten Bereiche keinesfalls mehrmals wöchentlich zusammenkommen sollen. Dies ist bei den bereits bestehenden Zentren der Fall. Geplant sind Treffen alle drei Wochen oder in noch größeren Abständen.

### Arbeitsgruppen
Arbeitsgruppen befassen sich mit spezifischen Themengebieten, die sich um eine zentrale Arbeitsgemeinschaft (AG phänomenbezogene Lage) gruppieren. Arbeitsgruppen befassen sich mit Personenpotenzialen, Organisationsverboten, Fallanalyse, Gefährdungsbewertung und operativem Informationsaustausch. Unklar bleibt die Funktion der Arbeitsgruppe Analyse, zu der keine Aufgabeninformation zur Verfügung gestellt wird.

## Kritik
Die Partei Die Linke erwägt nach Aussagen von Petra Pau eine Überprüfung der Verfassungsmäßigkeit beim Bundesverfassungsgericht. Ziel ist die Klärung, ob das Zentrum mit dem Trennungsgebot zwischen Polizei und Nachrichtendiensten vereinbar ist.
Die „taz“ kommentierte die relativ langen Abstände zwischen den Arbeitstreffen des GETZ vor dessen Eröffnung: Statt von einem „Zentrum“ zu reden, hätte man also auch sagen können: Die Sicherheitsbehörden verabreden regelmäßige Arbeitsmeetings. Schlagzeilen hätte das aber kaum gegeben. Außerdem richtet sich die Kritik gegen die fehlende effektive Kontrolle des Gremiums durch die Parlamente.
Neben diesen spezifischen Kritikpunkten gelten auch die Kritikpunkte, die gegen Fusion Center im Allgemeinen genannt werden.